# 魏舒 (西晋)
魏 舒（ぎ じょ、209年 - 290年）字は陽元。西晋の政治家。兗州任城郡樊県の人。従叔父に魏衡。息子に魏混、娘に魏華存。孫に魏融、従孫に魏晃。

## 生涯
『晋書』に伝がある。以下抄訳。
幼くして孤児となり、母の実家の甯氏のもとで育った。その後、甯氏が家を建てると家相を見る者から「この家の甥から高貴な者が出る」と告げられ、祖母は魏舒のことだと考えた。魏舒は「甯氏のため、予言を実現させましょう」と言い、暫くして別居した。
成長した魏舒は身長八尺二寸（約190cm）の長身に、秀でた立派な姿で、酒を一石ほど飲むことができたが、のろまで質朴であり郷里や親族からも軽視された。吏部郎として名が知られた従叔父の魏衡からも重んじられず、彼に水車で引く臼の管理を任せて「こいつが数百戸の県長にでもなってくれれば、それ以上は望まないのだが」と嘆いていたが、魏舒は意に介さなかった。
魏舒は常人の節義を修めず、高潔も求めず、人の長所を伸ばし、短所を暴くことを終生しなかった。また騎射を好み、皮衣を着て山沢に入っては魚や獣を狩って生活した。ただ太原の王乂は「貴方は三公に至るだろう。しかし今は妻子の飢えや寒ささえ防げないから、貴方を援助しよう」と言い、魏舒も断ることなく受け取った。
40代の頃、郡の上計掾から孝廉に挙げられた。親族らは魏舒が無学であるため、応じずに名声を保った方が良いと勧めた。魏舒は「もし試験に落ちても私の失敗であり、どうして虚名をかすめ取る真似が出来ようか」と、とにかく百日で一経を習得し、それによって試験に合格した。その後は、澠池や浚儀の県令を経て尚書郎に遷った。当時、非才の尚書郎を罷免することが通達されると、「私こそが該当する」と言って辞職した。同僚たちは自らを恥じ、魏舒はこのことで称えられた。
後に後将軍・鍾毓の長史となった。鍾毓が射的の遊びをする際に、魏舒は常に得点係をしていたが、ある日、人数あわせで参加した時があった。鍾毓らは魏舒の実力を知らなかったため、彼の矢が全て命中すると参加者はみな驚愕した。鍾毓は「私はそなたの才能を知り尽くしていなった。このことは弓の腕に限らないだろう」と讃嘆して謝った。
その後、相国・司馬昭の参軍に転じ、劇陽子に封じられた。魏舒は相国府や晋王朝の些事については発言しなかったが、興廃に関わる大事となると衆人の意表を突く意見を出した。司馬昭は彼を非常に重んじて、会議の退出する様を見て「魏舒の堂々たる態度は、人々の領袖たるな」と語った。
宜陽郡と滎陽郡の太守を務め、非常に評判が良く、任愷の推薦で散騎常侍に、転じて冀州刺史となり、簡潔で恩恵をあたえる政治で称えられた。入朝して侍中となり、司馬炎から清貧であると特別に絹百匹が下賜された。その後、尚書に転任し、公事で罷免となるも、贖いをもって（免官）赦すよう詔が下った。魏舒はこれまで三度妻に先立たれたため、この年に任城郡に妻を埋葬することを求め、葬地を一頃と五十万銭が下賜された。
太康元年（280年）、尚書右僕射となり、衛瓘、山濤、張華らと天下統一の成果を持って「封禅の儀」を執り行うよう勧めたが、武帝は謙譲して許さなかった。太康4年（283年）、佐僕射となり吏部尚書を兼任した。また魏舒は、後宮を選ぶ際の使者に関する上表をおこなったが、議論が混乱したため沙汰止みとなった。後に右光禄大夫、儀同三司を加えられた。また同年に山濤が亡くなると、魏舒に司徒を領させ、後に正式に司徒に任じた。
魏舒は威儀が重々しく徳望があり、俸禄を九族に分け与えて、家に余財を残さなかった。また陳留の周震は各府に招かれるも、その三公が悉く亡くなるため「殺公掾」と恐れられていたが、魏舒が招くと何も起こらず、天命を知る者と称された。
魏舒は年齢を理由に病と称して位を退こうとしたが、途中で起き上がり、兗州中正を兼任するとまた病と言って臥せった。尚書左丞・郤詵からそうした態度を書で諫められたが、改めなかった。
後に災異を理由に位を退こうとしたが、帝は許さず、元旦の朝議が終わるとその足で私邸に去り、印綬を返上した。帝は直筆の詔で説得したが、魏舒の決意が固いと知ると、位は三公と同等、俸禄なども以前の通り支給するなど様々な特典を与えて、隠居を許した。また息子の魏混は27歳で父に先立って死去していたため、彼の孤独に同情した武帝は心の慰めのため、陽燧車、四望車、繐牎戸車、皁輪車などを贈った。
魏舒はまず行動し、後に言葉にしたので、引退の件も周囲は誰も知らなかった。また三公で栄誉を保ち終わりを良くした者は、彼を除いていなかったと評された。太熙元年（290年）に死去し、諡号は康といった。

## 逸話（戸外の声）
魏舒はかつて野王県(河南省)で泊った際に、宿の主人の妻が出産した。その時、外の馬車から「男か女か？」と尋ねる声がした。別の声が「男だ」と答えると、「15歳に『兵』(兵＝武具や刃物）で死ぬと書いておけ」といった話し声が聞こえた。また彼らは「寝ている者はだれか」「魏公の舒である」と話していた。15年後に魏舒が再び訪れ、主人に「あのとき生まれたお子さんはどこにおられます」と尋ねると、「桑の葉を切り落としていたとき、斧で負った怪我が原因で亡くなったのです」という。魏舒は三公に登ることを確信した（「～公」という呼称は基本的に三公経験者を指す）。